# 924 Gilman Street
924 Gilman Street es un club de música organizado de forma colectiva sin fines de lucro y para todas las edades. Sus seguidores se refieren a él como simplemente 'Gilman'. Se encuentra en la zona oeste de Berkeley, California a milla y media al oeste de la estación Bart de North Berkeley, y a un cuarto de milla al oeste de la Avenida San Pablo, en la esquina de la calle 8 y Gilman. 
Gilman se asocia principalmente con ser el trampolín del revival punk de los años 90 de bandas como Green Day, Operation Ivy, Rancid, AFI o The Offspring.

## Música
La mayoría de conciertos a Gilman son de punk rock, pasando por el hardcore punk al ska punk, incluyendo lo metal industrial, y más recientemente, el hip hop.
Bandas con contratos discográficos importantes, solo pueden tocar el club cuando la afiliación lo aprueba una política que permitió Green Day volver a tocar a Gilman al menos dos veces desde que firmaron con un sello discográfico importante. Muchas de las otras bandas que han tocado el club en el pasado ya no existen. El local todavía sirve la escena hardcore de la bahía del Este y Northern California llevando actas locales, nacionales e internacionales a la bahía del Este.
Una historia del club del 2004, 924 Gilman: The Story So Far, fue escrita y editada por Brian Edge, que recogió recuerdos y anécdotas de muchos de los contribuyentes principales a las operaciones del día a día del club desde 1986 hasta su publicación el 2004. El libro está disponible a través de AK Press y también contiene una lista completa de los espectáculos de Gilman desde 1986 hasta principios de 2004.

## Incidentes
Pese a que las reglas del club están destinadas a que se produzca un ambiente nulo de violencia, el 7 de mayo de 1994, miembros del público atacaron a Jello Biafra de Dead Kennedys, argumentando que él había llevado a cabo una traición al club, supuestamente firmando con una discográfica multinacional, pero nunca había hecho tal cosa. Biafra afirmó que fue atacado por un hombre llamado Cretin lo había empujado, ese sujeto junto a unas cinco o seis personas lo atacaron y patearon cuando Biafra estaba en el suelo, fue hospitalizado con heridas graves.

## Músicos
Algunas de las bandas más influyentes que ha albergado el sitio son:
| - Soup (primer conjunto en tocar ahí) - Abi Yoyos - ADRENALIN O.D. - Agent Orange - All Bets Off - Allegiance - ArnoCorps - Assfort - Assück - Attention - Bad Religion - Bikini Kill - Bl'ast - Black Fork - Blast Rocks!!! - Blatz - Born Against - Capitalist Casualties - Ceremony - Christ On Parade - Chumbawamba - Crimpshrine - Die Kreuzen - Dropkick Murphys - Econochrist - Emily's Army - Fifteen - Filth - The Forgotten - Classics Of Love - Mike Park | - Fugazi - Galaxxy Chamber - Gang Green - Gauze - Go! - Green Day - Guttermouth - GWAR - Have Heart - His Hero Is Gone - Ill Repute - Insect Warfare - Indian Summer - Isocracy - Jawbreaker - Jim Jones Brigade - L7 - Left Alone - Link 80 - MDC - Mercyful Fate - Monsula - The Mr. T Experience - Mutants - Neurosis - NOFX - No Means No - No Use for a Name | - The Offspring - Operation Ivy - Pansy Division - Pinheads - Pinhead Gunpowder - Primus - Propagandhi - Rancid - R.K.L. - Sabertooth Zombie - Samiam - Screeching Weasel - Screw 32 - Sewer Trout - Sharks - The Singularity - Sleater-Kinney - Sleep - Spazz - Spitboy - Stand To Correction - Sweet Baby - Submission Hold - The Thorns of Life - Tiger Army - Tilt - T.S.O.L. - Victim's Family - Youth of Today - Angry Samoans - Bum City Saints - Dirty Filthy Mugs - Star Fucking Hipsters - Citizen Fish - Orange |